# Saint-Pierre-de-Varengeville
Saint-Pierre-de-Varengeville är en kommun i departementet Seine-Maritime i regionen Normandie i norra Frankrike. Kommunen ligger i kantonen Duclair som tillhör arrondissementet Rouen. År 2022 hade Saint-Pierre-de-Varengeville 2 301 invånare.

## Befolkningsutveckling
Antalet invånare i kommunen Saint-Pierre-de-Varengeville
| Referens: INSEE |